# Наомі Бен-Амі
Наомі Бен-Амі (івр. נעמי בן עמי; * 1960, Чернівці, Українська РСР, СРСР) — ізраїльська дипломатка українського походження, колишня надзвичайний та Повноважний Посол Держави Ізраїль.

## Біографія
Народилася в 1960 в українському місті Чернівці.
У 1973 разом із родиною виїхала до Ізраїлю.
З 1978 по 1980 служила в танкових військах Ізраїлю. Закінчила Єрусалимський Єврейський університет, міжнародні відносини. Володіє івритом, англійською, російською та французькою мовами.
До 1990 працювала у Міністерстві закордонних справ Ізраїлю.
З 1990 по 1992 — співробітник комерційного відділу посольства Ізраїлю у Португалії.
З 1992 по 1994 — другий секретар дипломатичної місії в Латвійській Республіці. Протягом року виконувала обов'язки Тимчасового Повіреного у справах, за що в 1993-му отримала відзнаку «Найкращий співробітник Міністерства закордонних справ».
З 1996 по 2000 — радник з політичних питань посольства Ізраїлю у Російській Федерації.
З 2001 — радник департаменту з питань політичного планування.
З 2002 по 2003 — радник департаменту економічного співробітництва МЗС Ізраїлю.
З 2003 по 2006 — Надзвичайний та Повновжний Посол Держави Ізраїль в Україні.
З 7 листопада 2006 — голова організації «Натів», раніше відомої як Бюро зв'язку с євреями СРСР.